# Semana Internacional de la Salud del Varón
La Semana Internacional de la Salud del Varón es un evento internacional realizado anualmente en junio con el objetivo de concienciar sobre cuestiones de salud masculina a nivel mundial y fomentar el desarrollo de políticas de salud y servicios que satisfagan las necesidades específicas de los varones y niños.
El evento obtuvo reconocimiento oficial en 1994 por el Congreso de los Estados Unidos como "semana nacional" y luego, en 2017, comenzó su difusión internacional. Actualmente es observado en Australia, Brasil, Canadá, Estados Unidos, Nueva Zelanda y varios países de Europa como Irlanda o Dinamarca, entre otros. Cada país determina la temática que abordará ese año.
Tiene el objetivo general de hacer notar lo crítica situación actual de la salud del varón y las formas en que esta puede mejorarse; principalmente a través de concienciar así como de proveer de asistencia a la población afectada.

## Historia
En junio de 1994 fue reconocida oficialmente como "semana nacional" por el Congreso de los Estados Unidos y proclamado por el entonces presidente, Bill Clinton. Luego, en 2002, el segundo Congreso Mundial de Salud del Varón (2nd World Congress Of Men's Health) que tuvo lugar en Viena, reunió a seis de las principales organizaciones de salud masculina de diferentes países incluyendo al MHIRC con el fin de debatir y organizar anualmente eventos de forma internacional en fechas cercanas al Día del Padre, junio en varios países. Se redactó allí una declaración conjunta con el objetivo de que sirviese a las organizaciones como plan de acción para trabajar sobre la temática.
Año tras año, el Congreso continuó renovando el interés en la semana internacional de la salud del varón, marcando el propósito de concienciar sobre problemas de salud prevenibles y alentando la temprana detección y tratamiento de estas entre niños y hombres adultos.

La semana internacional comienza en el día conocido como Lunes azul, el lunes 12 de junio en este año 2017. Dicho evento fue ideado por el doctor Michael Lutz de la fundación Men's Health del Michigan Institute of Urology (MIU) y reconocido oficilamente en 2015 por las entidades gubernamentales del estado de Míchigan, luego en otros estados y en Canadá.
El objetivo de este evento va en concordancia con los de la semana internacional: busca promover la práctica de actividad física, concienciar sobre enfermedades que afectan a los varones y recaudar fondos para investigaciones relacionadas con estas.

## Objetivos
La declaración conjunta redactada con el objetivo de que sirviese a las organizaciones como plan de acción para trabajar sobre la temática, menciona lo siguiente entre sus puntos principales:
- Reconocer que la salud de los hombres es una cuestión crítica y que hay cuestiones de salud que afectan únicamente a los hombres.
- Concienciar a los hombres sobre la forma en que abordan su salud.
- Cambiar la forma en que se provee asistencia sanitaria para que esté mejor dirigida a las necesidades de la población masculina.
- Crear programas escolares y comunitarios dirigidos específicamente a niños y hombres jóvenes.
- Conectar políticas de salud y políticas sociales para mejorar la concreción de los objetivos relacionados con salud del varón.